# Tuổi thọ
Bài này viết về tuổi thọ con người, các nghĩa khác xem bài định hướng Tuổi thọ người
Sống lâu hay tuổi thọ cao là khả năng sống thời gian dài hơn bình thường, hơn đa số những người chung quanh mình. Từ các truyện cổ tích qua các giai thoại trong tôn giáo đến các truyện không tưởng, khả năng sống mãi không bao giờ chết ở các đấng thần thánh hay các siêu nhân được nêu lên nhiều và thể hiện ước mong của con người muốn thoát khỏi nỗi lo sợ của ngày mình lìa đời. Xưa nay con người bình thường ai cũng muốn sông lâu và cho rằng sống lâu là điều hiếm và đáng quý.
Phần lớn nghiên cứu và điều trị y học chú trọng vào việc làm tăng tuổi thọ của cộng đồng.

## Khái niệm
- Tuổi thọ (tiếng Anh: Lifespan) nói chung dùng để chỉ thời gian sinh tồn thường thấy ở một loài sinh vật. Từ này cũng được dùng cho những thứ gì có thể bị hỏng sau một thời gian như máy móc, dụng cụ.
- Kỳ vọng sống khi sanh (tiếng Anh: Life expectancy at Birth LEB) - hay ước lượng tuổi thọ khi sanh - là trung bình số năm sống của một nhóm người sinh ra cùng năm, trong cùng địa phương. Đây là thống kê phỏng đoán cho tương lai.
- Tuổi thọ trung bình (tiếng Anh: Average age of death) - Thống kê theo quá khứ. Trung bình số tuổi của người đã chết trong năm.
- Tuổi thọ cao hay Trường thọ (tiếng Anh: Longevity) - Thống kê theo quá khứ. Thường là để liệt kê những trường hợp sống lâu hơn bình thường.

## Yếu tố ảnh hưởng tuổi thọ
| trên 80 77,5-80,0 75,0-77,5 72,5-75,0 70,0-72,5 67,5-70,0 65,0-67,5 | 60-65 55-60 50-55 45-50 dưới 45 không có dữ liệu |

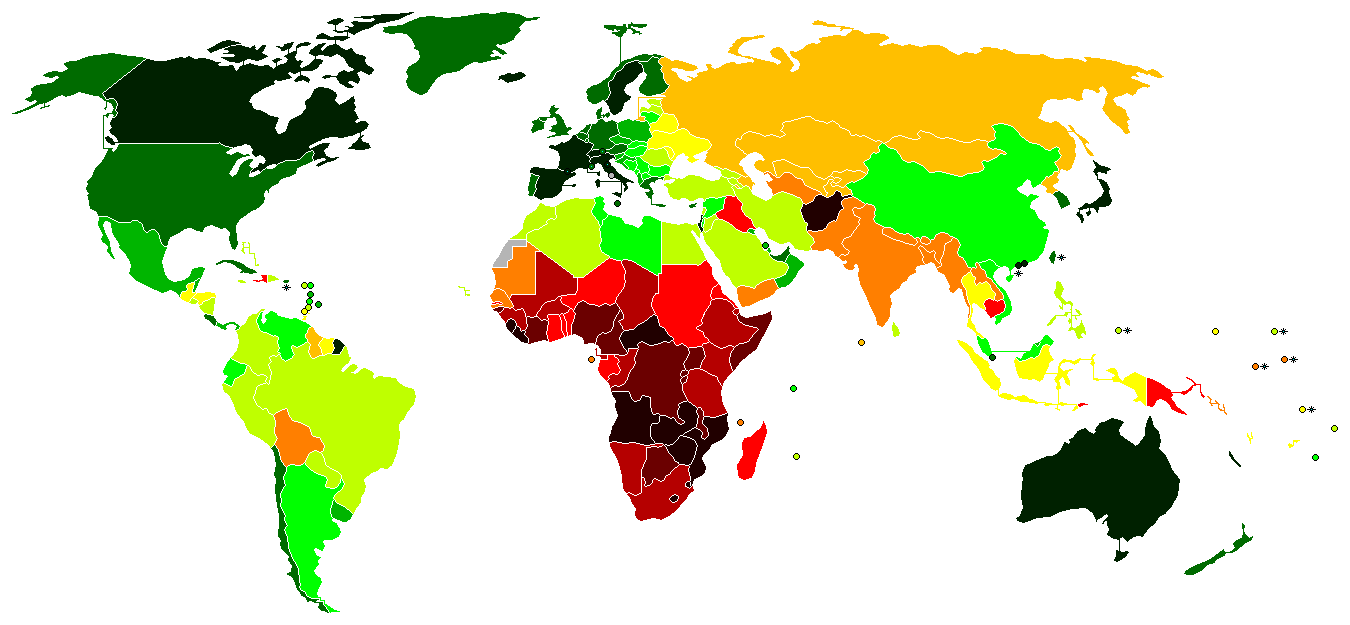
Bản đồ Thế giới: Ước lượng quãng đời khi sinh, theo thống kê của Liên Hợp Quốc 2007/2008.

Tuổi thọ thay đổi theo ảnh hưởng của nhiều yếu tố:
1. Những yếu tố không thay đổi được:
  1. giới tính: phụ nữ sống lâu hơn phái nam.
  2. di truyền: bệnh tim mạch làm chết sớm được truyền xuống con cái, v.v...
2. Những yếu tố địa lý:
  1. cao độ: Người trên cao nguyên sống lâu hơn [2].
  2. khí hậu
  3. thiên tai
3. Những yếu tố xã hội:
  1. giáo dục
  2. tội phạm
  3. chiến tranh
  4. kinh tế
  5. y tế:
    1. bệnh tật: Bệnh AIDS là một yếu tố quan trọng cắt giảm tuổi thọ của nhiều thế hệ tại châu Phi.
    2. vệ sinh
    3. dinh dưỡng
    4. ô nhiễm
    5. điều trị, v.v...

## Thống kê

### Việt Nam
Theo báo cáo của Cục Dân số (Bộ Y tế), tuổi thọ trung bình của người Việt Nam năm 2023 là 73,7 tuổi, tăng nhẹ so với năm 2022 là 73,6 tuổi, trong đó tuổi thọ trung bình của nam giới là 71,1 tuổi, của nữ giới là 76,5 tuổi.
Thống kê ước lượng quãng đời khi sanh tại Việt Nam :
| Năm  | Khi sanh ra hy vọng sẽ sống đến (số năm) | Hạng | Phần trăm thay đổi |
| ---- | ---------------------------------------- | ---- | ------------------ |
| 2003 | 70,05                                    | 120  |                    |
| 2004 | 70,61                                    | 125  | 0.80 %             |
| 2005 | 70,61                                    | 126  | 0.00 %             |
| 2006 | 70,85                                    | 126  | 0.34 %             |
| 2007 | 71,07                                    | 123  | 0.31 %             |

### Thế giới
Hiện nay dân Nhật Bản sống lâu nhất.
Trung bình tuổi thọ tại :
- Các nước tiên tiến là 77-83 tuổi (thí dụ: Canada: 80.1 tuổi theo thống kê năm 2005)
- Các nước chậm tiến là 35-60 tuổi (thí dụ: Mozambique: 40.3 tuổi theo thống kê năm 2005)

| Quốc gia    | Tuổi thọ trung bình năm 2002 | Tuổi thọ trung bình năm 2005 |
| ----------- | ---------------------------- | ---------------------------- |
| Tây Ban Nha | 81,02                        | 82,31                        |
| Úc          | 80,00                        | 80,39                        |
| Ý           | 79,25                        | 79,68                        |
| Pháp        | 79,05                        | 79,60                        |
| Đức         | 77,78                        | 78,65                        |
| Anh         | 77,99                        | 78,4                         |
| Hoa Kỳ      | 77,4                         | 77,7                         |

Xem thêm: Bảng xếp hạng ước lượng tuổi thọ khi sinh theo quốc gia

### Khác biệt tuổi thọ giữa nam và nữ
Lâu nay người ta vẫn nhận thức được rằng giới nữ sống lâu hơn giới nam, nhưng không có giải thích nào thỏa đáng cho sự khác biệt này.
- Thái độ và cách sống: Vì đàn ông hút thuốc, uống rượu, ưa mạo hiểm, tính tình hung bạo hơn nên dễ đánh nhau và dễ bị chết hơn. Trong chiến tranh đàn ông chết nhiều hơn đàn bà. Khi lái xe, tài xế đàn ông chết nhiều hơn vì lái không cẩn thận bằng đàn bà.
- Sinh lý học: Theo chủ hướng tiến hóa, các loài động vật có phân chia giới tính thì giống cái có hai nhiệm vụ: một là chuyển lại gen của mình cho con cái (di truyền), hai là nuôi dưỡng và bảo vệ con cái. Ở con người, phụ nữ có cặp nhiễm sắc thể giới tính là XX, nên nguy cơ bị bệnh di truyền thấp, còn nam giới là XY nên lỗi ở các gen duy nhất trong các nhiễm sắc thể này dễ gây bệnh. Phụ nữ khoảng tuổi trên 50 bị tắt kinh, mất khả năng sinh sản, do đó có đủ thời gian và sức khỏe tiếp tục che chở nuôi con và cháu của mình. Còn đàn ông thì chỉ cần đưa gen (tinh trùng) xong là đủ. Vì vậy, động lực tiến hóa sinh tồn của phụ nữ mạnh hơn đàn ông.[7]
- Sinh sản an toàn: Nhờ phát triển y học nên số phụ nữ chết khi sanh nở giảm nhiều.[8]

### Tuổi thọ qua các thời đại
| Thời đại                        | Tuổi thọ trung bình | Chú thích                                                                          |
| ------------------------------- | ------------------- | ---------------------------------------------------------------------------------- |
| Dạng Neanderthal                | 20                  | Homo neanderthalensis là loài tương tự như con người ngày nay thuộc hệ genus Homo. |
| Đồ đá cổ                        | 33                  | At age 15: 39 (to age 54)                                                          |
| Đồ đá mới                       | 20                  |                                                                                    |
| Đồ đồng                         | 18                  |                                                                                    |
| Hy Lạp cổ đại                   | 20-30               |                                                                                    |
| La Mã cổ đại                    | 20-30               |                                                                                    |
| Dân bản địa Bắc Mỹ (trước 1492) | 25-35               |                                                                                    |
| Trung cổ Anh                    | 20-30               |                                                                                    |
| Thế kỉ 20                       | 30-40               |                                                                                    |
| Hiện nay                        | 67                  |                                                                                    |